# Domenico Pellegrini
Domenico Pellegrini (Galliera Veneta, 19 marzo 1759 – Roma, 4 marzo 1840) è stato un pittore neoclassico italiano.

## Biografia[1][2]
Non esistono relazioni di parentela con Giovanni Antonio Pellegrini, altro pittore veneto viaggiante. Domenico Pellegrini nacque a Galliera Veneta nel 1759. Avviato alla professione di parrucchiere, presto la abbandonò per cimentarsi nella pittura, frequentando prima l'Accademia di Belle Arti di Venezia come allievo di Ludovico Gallina, e, successivamente, la bottega di Domenico Corvi a Roma. A Venezia, tuttavia, ebbe contatti con svariati artisti, tra i quali Antonio Canova, del quale fu amico per tutta la vita, tant'è che su invito stesso del Canova, Pellegrini trascorse un periodo a Napoli, prima di tornare a Roma e, in seguito, partire per Londra. Nel 1792 partì per Londra, dove si mise a frequentare la Royal Academy of Arts, incoraggiato dall'amico e mentore Francesco Bartolozzi, cui dedicò un ritratto.
Visse per lungo tempo nella capitale inglese, partecipando a diverse mostre. Nel 1803, però, si trasferì a Lisbona, sempre su consiglio del Bartolozzi, che già vi risiedeva, dopo aver considerato il clima di tensione politica presente all'epoca, essendo l'Inghilterra in guerra contro la Francia di Napoleone.
Pellegrini lasciò Lisbona nel 1810, in seguito alla Setembrizada, l'occupazione del Portogallo per la seconda volta da parte delle truppe di Napoleone; ugualmente venne deportato nell'isola di Terceira nelle Azzorre. Fuggitovi, scappò a Londra, dove trovò un riparo sicuro fino al 1816, anno in cui scelse di ritornare in Italia. Nel Bel Paese vi tornò da benestante ed operò soprattutto a Roma e Milano. Da questo momento iniziarono i suoi innumerevoli viaggi in giro per l'Europa, tra cui possiamo citare Parigi (1816-1817, 1819, 1821, 1822). Nel 1821 si incontrò con Canova a Possagno.
Morì a Roma nel 1840.
A Lisbona ha fatto il ritratto del Barone di Quintela, uno dei fondatori del Teatro Reale di San Carlos - Opera di Lisbona. Questo ritratto è di proprietà del teatro.

## Opere
RITRATTO DI FILIPPO E COSTANZA DE MARINIS COME AMORE E PSICHE
olio su tela, cm 134x174 firmato e datato "D:co Pellegrini F:it Napoli / 1790" in basso a destra
Bibliografia
G. Pavanello, Domenico Pellegrini 1759-1840. Un pittore veneto nelle capitali d'Europa, Venezia 2012, p. 17

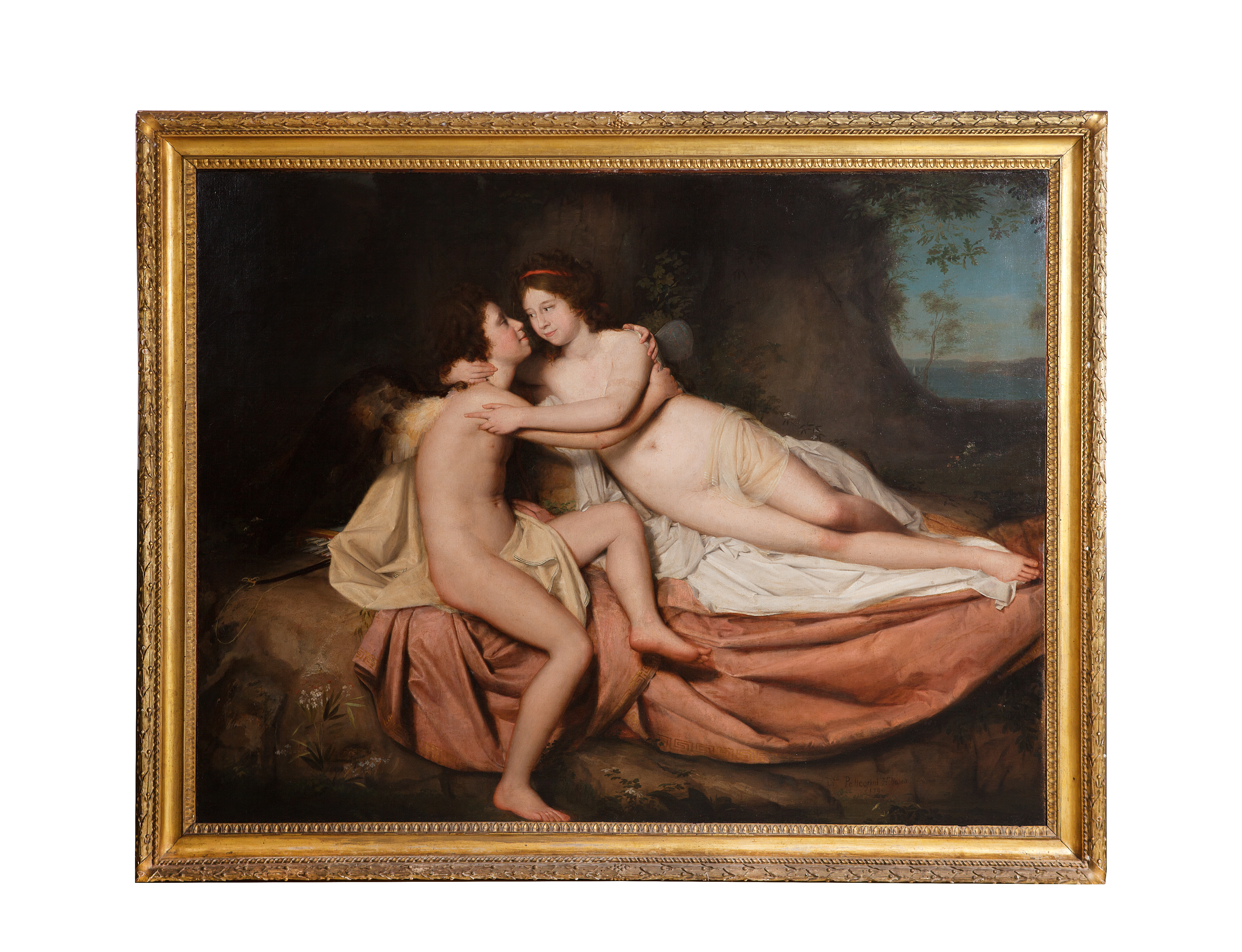

Filippetto de Marinis, unico figlio maschio di Giovan Andrea, marchese di Genzano e principe di Striano, a 21 anni aderì alla Repubblica Napoletana del 1799, ricoprendo incarichi importanti inizialmente come sergente nella Guardia Nazionale e poi come tenente nella compagnia di Niccolò Pacifico e, soprattutto, come aiutante di campo del generale Pasquale Matera. Fallita quella esperienza dopo solo sei mesi di vita, fu arrestato, processato e condannato alla decapitazione, che fu eseguita il 1º ottobre a Napoli, in piazza Mercato. In questo libro Michele Battaglino, servendosi di documenti inediti, ne ricostruisce ampiamente le vicende biografiche e l’attività politico-militare.